# Pajulampi
Pajulampi eller Keronlampi är en sjö i Finland. Den ligger i kommunen Joutsa i landskapet Mellersta Finland, i den södra delen av landet, 210 km norr om huvudstaden Helsingfors. Pajulampi ligger 103,8 meter över havet. I omgivningarna runt Pajulampi växer i huvudsak blandskog. Arean är 9 hektar och strandlinjen är 1,63 kilometer lång. Sjön  ingår i Kymmene älvs huvudavrinningsområde. 